# Xã Junction, Quận Greene, Iowa
Xã Junction (tiếng Anh: Junction Township) là một xã thuộc quận Greene, tiểu bang Iowa, Hoa Kỳ. Năm 2010, dân số của xã này là 1.162 người.